# Єспер Гансен
Єспер Гансен (дан. Jesper Hansen, нар. 19 листопада 1980) — данський стрілець, срібний призер Олімпійських ігор 2020 року.

## Виступи на Олімпіадах
| Олімпіада           | Дисципліна | Місце |
| ------------------- | ---------- | ----- |
| Лондон 2012         | скит       | 26    |
| Ріо-де-Жанейро 2016 | скит       | 5     |
| Токіо 2020          | скит       | 2     |
| Париж 2024          | скит       | 14    |